# Bangs
Pour les articles homonymes, voir Bangs (homonymie).
Bangs est une municipalité américaine du comté de Brown au Texas. Au recensement de 2010, Bangs comptait 1 603 habitants.

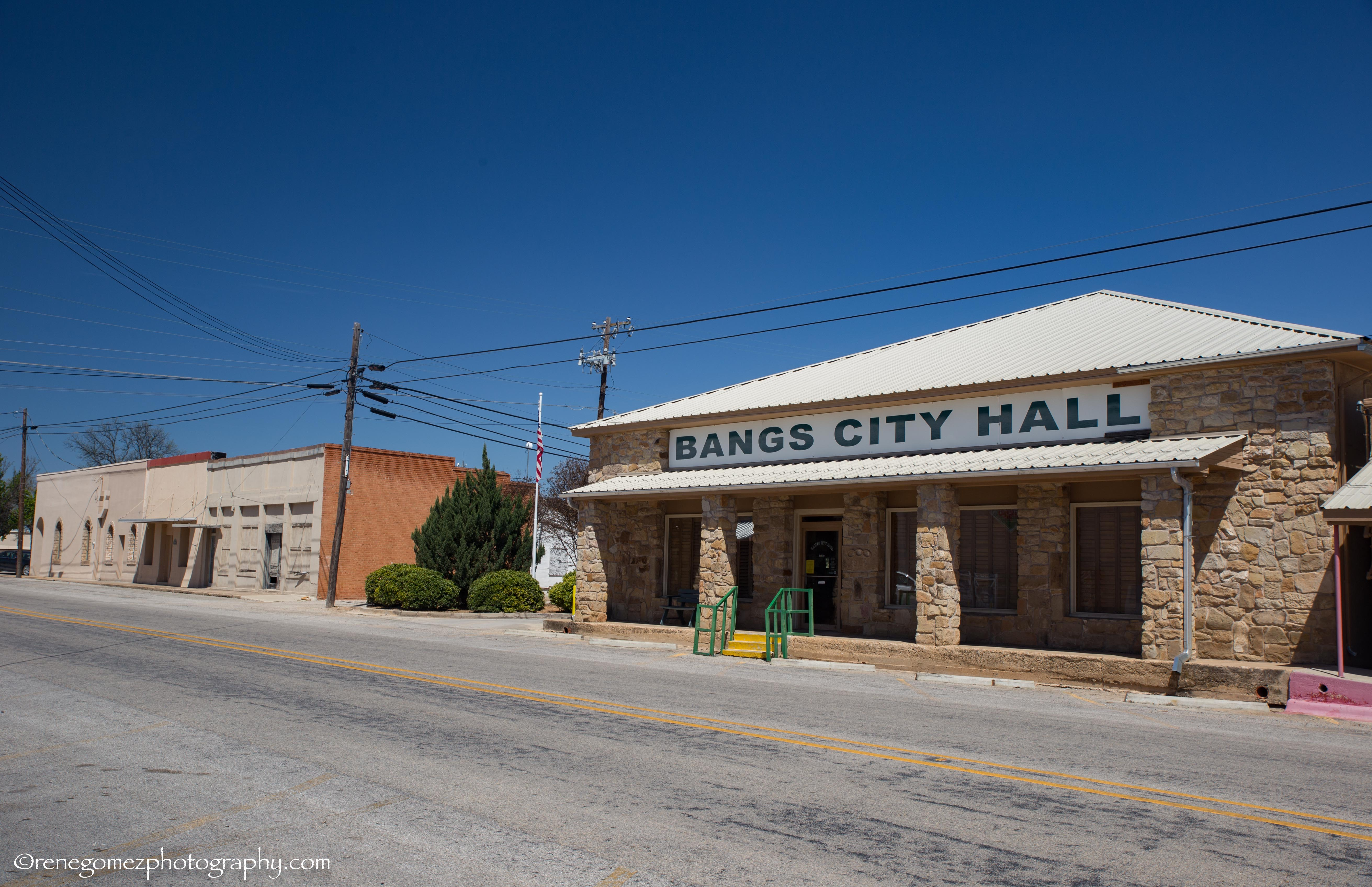